# Università Popolare di Mestre
- 1921-1922: Prevedello Mario
- 1922-1925:
- 1945-1946: Ticozzi Cesare
- 1946-1954: Riva Serafino
- 1954-1955: Zuccante Carlo
- 1955-1958: Briguglio Letterio
- 1958-1959: Bolognesi Sergio
- 1959-1975: Andreazza Giacomo
- 1975-1976: Milani Roberto
- 1976-1981: Koch Alice
- 1981-1983: Tornimbeni Gerardo
- 1983:      Bortoluzzi Pietro
- 1983-1984: Andreazza Giacomo
- 1984-1986: Zaffalon Carlo
- 1986:      Pizzi Amleto
- 1986-1989: Andreoli Flavio
- 1989-1999: Zaffalon Carlo
- 1999-2004: Revoltella Maria Grazia
- 2004-2011: Zaffalon Carlo
- 2011-2017: Andrighetti Mirto
- 2017-2024: Mario Zanardi
- 2024- :       Giuseppe Vianello

L'Università Popolare di Mestre (UPM) è un'associazione fondata nel 1921 nel comune di Mestre con l'aiuto dell'Università Popolare di Treviso. 
L'esperienza delle Università popolari è nata dalle modificazioni economiche e sociali del XIX e XX secolo che hanno portato alla formazione di associazioni libere ed accessibili a tutti per il miglioramento della cultura generale. Già nel 1921 la UPM offriva conferenze, gite d'istruzione e programmi in grado d'integrare le scuole serali.
Durante il periodo fascista l'associazione venne chiusa.

## La ricostituzione
La UPM venne ripristinata nel 1945 e dedicata a Giovanni Pascoli. La nuova associazione da subito presentava corsi di lingua serali e conferenze su temi vari.
Grazie all'interessamento del presidente Riva, nel 1952 venne aperta una biblioteca civica nei locali della Provvederia. I corsi, le conferenze e le gite educative ampliarono la loro offerta negli anni con corsi di astronomia, micologia, arte, botanica e molti altri. Durante gli anni '80 nacque anche la collaborazione con le industrie di Porto Marghera. 
Nel 1982 la UPM aderì alla CNUPI (Confederazione Nazionale delle Università Popolari Italiane), creata con lo scopo di collegare le varie Università popolari d'Italia in modo da ottenere un riconoscimento da parte dello Stato ed avere la possibilità di accedere ai finanziamenti pubblici. Nel 1999 la UPM, non vedendo arrivare i vantaggi promessi da questo progetto, ritirò l'adesione.

## La sede
Per anni la UPM rimase ospite del Municipio. Nel 1951 venne ospitata dal Teatro Toniolo, l'anno seguente fece ritorno nel Municipio per poi passare nella vera prima sede in Piazza Ferretto 28. L'associazione rimase in questa sede fino al 1955 quando si trasferì in un magazzino di proprietà privata.
Nel 1966 la sede venne spostata in via Battisti 7 in un'unità immobiliare con tre vani in cui fu possibile ospitare i corsi di lingua. Nel 1988 l'associazione si trasferì nella sede in Corte Bettini che, rispetto alla precedente, possedeva una superficie raddoppiata e un'entrata privata. A partire da settembre 2015 l'associazione si trova a Palazzo Europa in Corso del Popolo 61, Mestre.

## Gli statuti
Il primo statuto risale al primo dopoguerra; fu poi ripensato nel 1982 e riscritto nel 1992, con lo scopo di inserire anche il legame con la CNUPI, e registrato dal notaio Carlo Vianini.
Nel 2004-2005 lo statuto venne rivisto ulteriormente e riscritto secondo le indicazioni della Regione per ottenere l'iscrizione all'albo delle associazioni di promozione sociale; contestualmente si formalizzò l'uscita dalla CNUPI.